# GD Fabril do Barreiro
Die Grupo Desportivo Fabril do Barreiro ist ein portugiesischer Sportverein aus Barreiro.

## Geschichte des Gesamtvereins
Der Verein wurde am 27. Januar 1937 gegründet. Nachdem sich der Verein kurzzeitig Grupo Desportivo da Quimigal benannte, nahm er den heutigen Namen im Jahr 2000 an. 
Der Verein wurde als Betriebssportgemeinschaft der auf das Jahr 1865 zurückgehenden chemischen Fabrik Companhia União Fabril gegründet. Den ersten großen Erfolg verzeichnete der Verein, als 1939 der Radsportler Joaquim Fernandes die Volta a Portugal, die Portugal-Rundfahrt, gewann.

### Namensänderungen
- 1937: GD da CUF Barreiro
- 1942: Unidos FC Barreiro
- 1944: GD da CUF Barreiro
- 1978: GD da Quimigal Barreiro
- 2000: GD Fabril do Barreiro

## Fußball
Die Fußballmannschaft der Männer, die seit 1941 am nationalen Spielbetrieb teilnahm, stieg 1954 in die erste Liga auf. Größter Erfolg war der dritte Platz von 1965, der zur Teilnahme am Messepokal 1965/66 berechtigte. Dort war der Gegner in der ersten Runde der AC Milan aus Italien. Nach Ergebnissen von 2:0 und 0:2 mussten sich die Cufistas, wie sie oft genannt wurden, in einem Entscheidungsspiel mit 0:1 geschlagen geben.
1967/68 erfolgte im selben Wettbewerb das Aus in der ersten Runde relativ klanglos mit zwei Niederlagen gegen den jugoslawischen Verein FK Vojvodina Novi Sad. Im UEFA-Pokal zog CUF in der Saison 1972/73 über Racing White Daring Molenbeek aus Belgien in die zweite Runde ein. Trotz eines 1:0 im Rückspiel beim 1. FC Kaiserslautern erfolgte aufgrund einer 1:3-Niederlage im Hinspiel zu Hause das Ausscheiden und damit der Abschied vom internationalen Fußball.
1976 stieg CUF als Letzter aus der ersten Liga ab. Seither versanken die Fußballer von CUF in die Niederungen des portugiesischen Ligasystems und spielen dieser Tage in der Liga der Associação de Futebol de Setúbal.
Als Grupo Desportivo da Companhia União Fabril de Barreiro, besser bekannt kurz als CUF Barreiro, spielte die Fußballmannschaft des Vereins zwischen 1954 und 1976 22 Saisonen in der ersten Liga von Portugal.

## Handball
Die Handballmannschaft der Männer war Meister im Feldhandball im Jahr 1946.